# Ampelisca parapanamensis
Ampelisca parapanamensis är en kräftdjursart. Ampelisca parapanamensis ingår i släktet Ampelisca och familjen Ampeliscidae. Inga underarter finns listade i Catalogue of Life.